# Simboli 3j
I simboli 3j, noti anche come simboli 3j di Wigner e come simboli 3-jm, sono funzioni aventi dominio contenuto nell'insieme delle sestuple di numeri seminteri ed a valori razionali, definibili come varianti dotate di maggiore simmetria dei coefficienti di Clebsch-Gordan: 
{\displaystyle {\begin{pmatrix}j_{1}&j_{2}&j_{3}\\m_{1}&m_{2}&m_{3}\end{pmatrix}}\equiv {\frac {(-1)^{j_{1}-j_{2}-m_{3}}}{\sqrt {2j_{3}+1}}}\langle j_{1}m_{1}j_{2}m_{2}|j_{3}\,{-m_{3}}\rangle .}
Questi simboli sono stati introdotti da Eugene Wigner e riguardano i collegamenti tra rappresentazioni del gruppo delle rotazioni. 

## Regole di selezione
Il simbolo 3j è diverso da 0 se e solo se sono soddisfatte tutte le condizioni che seguono:
{\displaystyle \forall i=1,2,3:|m_{i}|\leq j_{i}}  e {\displaystyle j_{i}-m_{i}} sono interi
{\displaystyle m_{1}+m_{2}+m_{3}=0}
{\displaystyle j_{1}+j_{2}+j_{3}} è intero
{\displaystyle |j_{1}-j_{2}|\leq j_{3}\leq j_{1}+j_{2}}.

## Relazione inversa
L'espressione dei coefficienti di Clebsch-Gordan nei simboli 3j si ottiene osservando che j1 - j2 - m3 è un numero intero ed effettuando la sostituzione
{\displaystyle m_{3}\rightarrow -m_{3}}
{\displaystyle \langle j_{1}m_{1}j_{2}m_{2}|j_{3}m_{3}\rangle =(-1)^{j_{1}-j_{2}+m_{3}}{\sqrt {2j_{3}+1}}{\begin{pmatrix}j_{1}&j_{2}&j_{3}\\m_{1}&m_{2}&-m_{3}\end{pmatrix}}.}

## Proprietà di simmetria
Le relazioni di simmetria sono sensibilmente più semplici di quelle dei 
coefficienti di Clebsch-Gordan. Un simbolo 3j è invariante per ogni permutazione pari delle sue colonne:
{\displaystyle {\begin{pmatrix}j_{1}&j_{2}&j_{3}\\m_{1}&m_{2}&m_{3}\end{pmatrix}}={\begin{pmatrix}j_{2}&j_{3}&j_{1}\\m_{2}&m_{3}&m_{1}\end{pmatrix}}={\begin{pmatrix}j_{3}&j_{1}&j_{2}\\m_{3}&m_{1}&m_{2}\end{pmatrix}}.}
Una permutazione dispari delle colonne comporta invece una moltiplicazione per un fattore di fase uguale a {\displaystyle \pm 1}:
{\displaystyle {\begin{pmatrix}j_{1}&j_{2}&j_{3}\\m_{1}&m_{2}&m_{3}\end{pmatrix}}=(-1)^{j_{1}+j_{2}+j_{3}}{\begin{pmatrix}j_{2}&j_{1}&j_{3}\\m_{2}&m_{1}&m_{3}\end{pmatrix}}=(-1)^{j_{1}+j_{2}+j_{3}}{\begin{pmatrix}j_{1}&j_{3}&j_{2}\\m_{1}&m_{3}&m_{2}\end{pmatrix}}.}
Anche il cambiamento di segno dei numeri quantici m comporta la moltiplicazione per un fattore {\displaystyle \pm 1}:
{\displaystyle {\begin{pmatrix}j_{1}&j_{2}&j_{3}\\-m_{1}&-m_{2}&-m_{3}\end{pmatrix}}=(-1)^{j_{1}+j_{2}+j_{3}}{\begin{pmatrix}j_{1}&j_{2}&j_{3}\\m_{1}&m_{2}&m_{3}\end{pmatrix}}.}

## Invariante scalare
La contrazione del prodotto di tre stati rotazionali con un simbolo 3j
{\displaystyle \sum _{m_{1}=-j_{1}}^{j_{1}}\sum _{m_{2}=-j_{2}}^{j_{2}}\sum _{m_{3}=-j_{3}}^{j_{3}}|j_{1}m_{1}\rangle |j_{2}m_{2}\rangle |j_{3}m_{3}\rangle {\begin{pmatrix}j_{1}&j_{2}&j_{3}\\m_{1}&m_{2}&m_{3}\end{pmatrix}},}
è invariante per le rotazioni.

## Relazioni di ortogonalità
{\displaystyle (2j+1)\sum _{m_{1}m_{2}}{\begin{pmatrix}j_{1}&j_{2}&j\\m_{1}&m_{2}&m\end{pmatrix}}{\begin{pmatrix}j_{1}&j_{2}&j'\\m_{1}&m_{2}&m'\end{pmatrix}}=\delta _{jj'}\delta _{mm'}.}
{\displaystyle \sum _{jm}(2j+1){\begin{pmatrix}j_{1}&j_{2}&j\\m_{1}&m_{2}&m\end{pmatrix}}{\begin{pmatrix}j_{1}&j_{2}&j\\m_{1}'&m_{2}'&m\end{pmatrix}}=\delta _{m_{1}m_{1}'}\delta _{m_{2}m_{2}'}.}

## Espressione di integrali di armoniche sferiche pesate con spin
{\displaystyle \int d{\mathbf {\hat {n}} }{}_{s_{1}}Y_{j_{1}m_{1}}({\mathbf {\hat {n}} }){}_{s_{2}}Y_{j_{2}m_{2}}({\mathbf {\hat {n}} }){}_{s_{3}}Y_{j_{3}m_{3}}({\mathbf {\hat {n}} })=(-1)^{m_{1}+s_{1}}{\sqrt {\frac {(2j_{1}+1)(2j_{2}+1)(2j_{3}+1)}{4\pi }}}{\begin{pmatrix}j_{1}&j_{2}&j_{3}\\m_{1}&m_{2}&m_{3}\end{pmatrix}}{\begin{pmatrix}j_{1}&j_{2}&j_{3}\\-s_{1}&-s_{2}&-s_{3}\end{pmatrix}}}
Per utilizzare questa uguaglianza occorre verificare le convenzioni sui fattori di fase per le armoniche sferiche.